# Первая Санкт-Петербургская гимназия
Первая Санкт-Петербургская гимназия — вторая, по времени создания, Санкт-Петербургская государственная гимназия. Первоначально, с 1817 года, существовала как Благородный пансион, который в 1830 году было решено преобразовать в гимназию с наименованием Первой. С 1918 года вместо неё стала работать общеобразовательная школа; с 1941 года по настоящее время — школа № 321.

## Благородный пансион (1817—1834)
В августе 1817 года «Санкт-Петербургские ведомости» сообщили об открытии по указу Александра I при Главном педагогическом институте нового учебного заведения — Благородного пансиона. Это было сословное, закрытое учебное заведение с правами высшего учебного заведения. Выпускники его имели право на получение классных чинов, которые входили в «Табель о рангах», от XIV (коллежский регистратор) до X (коллежский секретарь) включительно — в зависимости от достигнутых успехов. Оплата обучения и пребывания в Благородном пансионе осуществлялась родителями учеников. Учились в пансионе в течение 5 лет (пятый класс был подготовительным).
Из Положения для Благородного пансиона при Главном педагогическом институте:

«…пансион сей будет иметь двоякую цель: во-первых, приготовить воспитанников к слушанию лекций в Главном педагогическом институте и других Университетах, для приобретения высших учёных степеней и, во-вторых, образовать их к службе гражданской на основании Высочайшего Указа 6 августа 1809 года…»
       «…В воспитанники пансиона при Главном педагогическом институте принимаются дети благородных родителей.

Для большего удобства родителей возраст для приёма полагается от 7 до 16 лет...»

Первоначальный состав правления Благородного пансиона был следующий:
- Дмитрий Кавелин — директор Главного педагогического института;
- Андрей Линдквист — инспектор Благородного пансиона;
- Александр Галич — помощник инспектора.

Пансион располагался на набережной реки Фонтанки (д. 164). Здесь учились Михаил Глебов, Михаил Глинка, Степан Палицын и Лев Пушкин; преподавали В. К. Кюхельбекер и А. П. Куницын.
С 8 февраля 1819 года Благородный пансион стал именоваться: Благородный пансион при Санкт-Петербургском университете; с 19 ноября 1821 года — Благородный пансион при Императорском Санкт-Петербургском университете.
В 1819 году для Петербургского университета и пансиона был приобретён у купца Петра Петровича Сыренкова (1783—1837) участок, располагавшийся между улицами: 12-я Рота Семёновского полка (Звенигородская), Большая офицерская (улица Правды) и Ивановская (Социалистическая), а также домами, выходившими на Загородный проспект. В течение 1820—1823 годов были построены директорский флигель, инспекторский корпус. Бывший дом Сыренкова (д. № 11 по ул. Правды) приспособили для нужд пансиона по проекту архитектора П. Д. Шрётера; в октябре 1821 года на втором этаже была освящена церковь. В 1830 году место пансиона заняла гимназия. В дальнейшем (1836—1841) здания перестраивались архитектором Н. Л. Бенуа при участии А. В. Кокорева. В адресных книгах указывался адрес гимназии: Ивановская ул., д. 7.
Первоначально, по воспоминаниям Я. В. Толмачева, бывшего в 1820 году инспектором пансиона, из числа ста воспитанников, находившихся в нём по штату, «исключено в 1818 году за дурное поведение сорок пять воспитанников, а в 1819 году сорок семь». За восстановление порядка и устройства пансиона Толмачев был награждён орденом Св. Владимира 4-й степени.
После упразднения в 1829 году Лицейского Благородного пансиона «29 воспитанников онаго было переведено в Благородный Пансион при Университете», и тогда же последовало высочайшее повеление, предписывавшее впредь Царскосельский лицей комплектовать из выпускников Благородного пансиона, «в числе 25 от каждого выпуска».
Всего за 1821—1834 годы из Благородного пансиона было выпущено 158 воспитанников (14 выпусков), многие из которых со временем стали известными государственными и общественными деятелями.

## Первая Санкт-Петербургская классическая гимназия (1830—1917)
29 марта 1830 года Правительствующему Сенату дан был Именной Высочайший Указ № 3569 о преобразовании Благородных пансионов при Санкт-Петербургском и Московском Университетах — в гимназии.
3 декабря того же года гимназия получила предписание именоваться «Первой». Однако в хронологическом порядке она была уже третьей по счёту: Вторая Санкт-Петербургская гимназия существовала с 1805 года, Третья — с 1823 года. Дело в том, что принятая нумерация отражала не хронологическое старшинство гимназий, а их значение и престижность. Первая мужская гимназия была самой привилегированной: в неё принимали только детей дворян; во Вторую — принимались дети разночинцев и купцов; Третья — предназначалась для детей всех сословий, не исключая податного.
Поскольку гимназия считалась аристократической, привилегированной, здесь кроме общеобразовательных предметов преподавали английский язык, танцы, фехтование, рисование и гимнастику. Обучение было платным — 1500 рублей в год. Количество учащихся в середине XIX века равнялось 150.
Первый гимназический выпуск состоялся в 1838 году.
В разные годы здесь учились те, чьи имена составили гордость и славу российской и зарубежной культуры, науки, политики: Г. В. Адамович, И. Е. Андреевский, Н. Н. Бекетов, В. И. Вернадский, В. В. Вишневский, Д. А. Лачинов, Серафим (Чичагов), Г. И. Турнер, А. И. Антонов, В. Златарский и другие. В Первой гимназии преподавали: профессор-востоковед А. А. Васильев, филолог А. И. Малеин, выдающийся русский педагог В. И. Водовозов, протоиерей А. А. Лебедев, писатель В. Г. Янчевецкий.

### Храм во имя Преображения Господня
12 октября 1841 года архиепископом Рязанским Гавриилом в здании гимназии была освящена домовая церковь в четыре окна, выходившая алтарём на юго-восток. Отделка храма велась по эскизам А. И. Лапина, деньги на эти работы (5 тыс. руб. серебром) дал купец В. Ф. Куницын. Утварь и часть образов взяли из университетской церкви, другие написал Е. Васильев, а пять местных — К. П. Брюллов. Они находились в «белом с позолотой» новом иконостасе, который вырезал из сосны Е. Скворцов. Орнаментальную роспись в храме исполнил Я. А. Лукин, лепку — Т. П. Дылев.

В 1866 году ученики и учителя, чтобы отметить спасение Александра II при первом покушении, заказали проф. С. К. Зарянко несколько икон, которые были развешаны затем на стенах храма.
С 1874 по 1882 год в гимназическом храме Преображения Господня отправлял богослужения и совершал требы священник и преподаватель Закона Божия Михаил Ильич Соколов, который поступил на освободившееся место Александра Алексеевича Лебедева, переведённого в 1874 году в Пражскую епархию. Отец Михаил благоукрасил храм при гимназии, образовал при нём самостоятельный приход (до этого храм был приписан к Владимирскому приходу); и здесь же, проповедуя слово Божие, он приобрёл славу одного из лучших проповедников столицы. Будучи священником церкви Первой гимназии, о. Михаил устроил небольшую богадельню. Был образован самостоятельный приход (до этого храм был приписан к Владимирскому приходу).
В 1893 году церковь, по проекту В. А. Косякова, расширили вдвое и перестроили: был сделан отдельный вход, звонница, купол с золотой главкой и резной золочёный иконостас, где остались прежние образа, алтарь перенесён на восток.
3 сентября 1895 года митрополит Палладий (Раев) освятил обновлённый храм, посвящённый спасению Цесаревича при покушении в Оцу. Прекрасную дарохранительницу подарил при этом Я. И. Шипов. Позже интерьер был расписан. Своему храму выпускник А. Жмакин пожертвовал крест с частицами Животворящего Креста, Гроба Господня и разных святых. Это была в нём единственная святыня.
Преобразованная в 1918 году в приходскую, церковь закрыта 3 июня 1923 года при протоиерее Иоанне Слободском, служившем ещё с дореволюционных времён. Через месяц храм ликвидирован.
В советское время в помещении храма был оборудован физкультурный зал, действующий там по сей день.

## Исторические здания пансиона — гимназии
- 1817 г. — в Санкт-Петербурге открылся Благородный пансион (впоследствии филиал Санкт-Петербургского университета), занявший дом надворного советника Отта[7] на Фонтанке близ Калинкина моста. В 1821 году пансион переехал на угол Звенигородской и Кабинетской (улица Правды).
- 1824—1828 гг. — для пансиона был выстроен неподалёку новый двухэтажный дом по проекту Николая Леонтьевича Бенуа.
- 1838—1840 гг. — Н. Л. Бенуа при участии архитектора Адриана Васильевича Кокорева сделал слева двухэтажную пристройку к зданию и надстроил угловой корпус вторым этажом.
- 1893—1894 гг. — архитектор Василий Антонович Косяков перестраивает здание гимназии.
- 1894 г. — архитектор Николай Никитич Никонов достраивает левую часть гимназии по Кабинетской улице (ул. Правды, 11) и переустраивает гимназическую церковь.
- 1914—1916 гг. — по проекту Л. П. Шишко при 1-й С.-Петербургской гимназии был построен спорткомплекс с первым в России закрытым плавательным бассейном[8].

См. также Штатные архитекторы Первой Санкт-Петербургской гимназии

## Alma mater скаутского движения
1-ю С.-Петербургскую классическую гимназию можно назвать alma mater русского скаутинга (разведчества). В 1910 году преподаватель латыни Василий Григорьевич Янчевецкий (писательский псевдоним — Василий Ян) создал из числа гимназистов 1-й Санкт-Петербургской классической гимназии один из первых скаутских отрядов в России — «Легион юных разведчиков». 26 декабря 1910 года В. Янчевецкий встречался с приезжавшим в Россию основателем скаутского движения полковником Робертом Баден-Пауэллом, а с осени 1910 года начал выпускать еженедельный журнал «Ученик», в котором был специальный отдел «Юный разведчик», где, помимо общих сведений, печаталось всё, что касалось повседневной жизни и работы петербургских «легионов». В этом журнале В. Янчевецкий публиковал и свои произведения.
В феврале 1911 года В. Г. Янчевецкий получил письмо от Роберта Баден-Пауэлла с призывом к русским юным разведчикам принять участие во всемирной скаутской акции почтения Дня Св. Георгия Победоносца. 23 апреля 1911 года в большом дворе 1-й Санкт-Петербургской классической гимназии в присутствии её директора, Е. И. Ветнека, членами «Легиона юных разведчиков» и разведческими отрядами из других учебных заведений в рамках всемирной скаутской акции почтения Дня Св. Георгия Победоносца был впервые в России проведён праздник памяти Св. Георгия. В день своего празднества петербургские разведчики получили приветствия от разведчиков Царского Села и Новой Ладоги, а также от А. И. Янчевецкой — внучки генералиссимуса А. В. Суворова, приславшей памятки и портреты своего великого деда. Праздник закончился спортивными олимпийскими играми.
Кроме проведения Георгиевских праздников (парадов), В. Янчевецкий подключил детей к общескаутской традиции обмена праздничными открытками.

## Гимназия в годы Первой мировой войны и революции
В 1914 году, в связи с переименованием Северной столицы, гимназия получила новое название — Петроградская первая мужская. С июня 1915 года часть здания гимназии занял военный лазарет, поэтому занятия приходилось вести в две смены, а часть классов даже перевели заниматься в здания других учебных заведений города. Военный лазарет размещался в 1-й Петроградской мужской гимназии до осени 1917 года. Но с осени 1917 года располагались делегации революционных политических организаций, прибывавшие на съезды в Петроград. С февраля по март 1918 года в Первой гимназии размещалась боевая дружина левых эсеров, а затем — сводно-эвакуационный лазарет Красной армии. Последний гимназический выпуск состоялся в марте 1918 года. В сентябре того же года гимназия прекратила своё существование, здание перешло в ведомство Комиссариата народного просвещения. На базе бывшей Первой гимназии была создана советская единая трудовая школа № 52 (2-й ступени).

## Директора гимназии
- 1827—1838 — Бенард, Пётр Иванович;
- 1838—1840 — Стендер, Филипп Филиппович;
- 1840—1849 — Калмыков, Петр Давыдович;
- 1849—1859 — Игнатович, Викентий Васильевич;
- 1860—1872 — Бардовский, Василий Степанович;
- 1872—1873 — Лавровский, Лукьян Осипович;
- 1873—1885 — Чистяков, Александр Иванович — действительный статский советник (с 28.12.1879),
- 1886—1902 — Груздев, Алексей Михайлович — тайный советник (с 01.01.1896);
- 1902—1904 — Артемьев, Николай Александрович;
- 1904—1907 — Погодин, Пётр Дмитриевич — надворный советник;
- 1907—1908 — Вознесенский, Владимир Иванович — статский советник (с 01.08.1895);
- 05.07.1908—1918 — Ветнек, Евгений Иванович (1870—?) — действительный статский советник (с 01.01.1913)

## Преподаватели гимназии
См. также Преподаватели Первой Санкт-Петербургской гимназии

## Выпускники пансиона и гимназии
Выпускники пансиона (1821—1834)
См. также Выпускники Благородного пансиона при Санкт-Петербургском университете
1821
- Бижеич, Илья Семёнович
- Глебов, Михаил Николаевич
- Масальский, Константин Петрович
- Соболевский, Сергей Александрович
- Струков, Пётр Ананьевич

1822
- Вревский, Борис Александрович
- Глинка, Михаил Иванович
- Палицын, Степан Михайлович

1823
- Лукьянович, Николай Андреевич
- Римский-Корсаков, Александр Яковлевич)

1824
- Глинка, Дмитрий Григорьевич
- Илличевский, Платон Демьянович
- Подолинский, Андрей Иванович
- Шилов, Михаил Сергеевич

1825
- Рачинский, Алексей Антонович

1826
- Вревский, Павел Александрович
- Глинка-Маврин, Борис Григорьевич
- Еллинский, Фёдор Митрофанович

1827
- Анненский, Александр Николаевич
- Небольсин, Григорий Павлович
- Струговщиков, Александр Николаевич

1828
- Бланк, Григорий Борисович
- Гаевский, Иван Семёнович

1829
- Вестман, Владимир Ильич
- Вонлярлярский, Евгений Петрович

1830
- Балабин, Виктор Петрович
- Есипов, Григорий Васильевич
- Панаев, Иван Иванович
- Пащенко, Константин Львович
- Ребиндер, Николай Романович
- Шилов, Сергей Сергеевич
- Языков, Михаил Александрович

1831
- Алединский, Николай Александрович
- Миллер, Пётр Антонович

1832
- Волков, Егор Егорович
- Зиновьев, Василий Васильевич
- Чебышев, Николай Дмитриевич
- Ячевский, Герасим Иосифович

1833
- Балабин, Евгений Петрович
- Дуров, Сергей Фёдорович
- Шилов, Иван Сергеевич

1834
- Жуковский, Степан Михайлович
- Кропоткин, Алексей Иванович
- Миллер, Сергей Иванович
- Мышецкий, Николай Евграфович

Выпускники гимназии (1838—1879)
См. также Выпускники Первой Санкт-Петербургской гимназии
1839 (2-й вып.)
- Варнек, Николай Александрович

1840
- Пеликан, Евгений Венцеславович
- Чаруковский, Алексей Прохорович

1841
- Ахшарумов, Дмитрий Дмитриевич

1842
- Бекетов, Андрей Николаевич

1843
- Бекетов, Николай Николаевич

1844
- Тизенгаузен, Владимир Густавович

1848
- Андреевский, Иван Ефимович

1849
- Бер, Дмитрий Борисович

1850
- Бер, Алексей Борисович
- Ламанский, Владимир Иванович (золотая медаль)

1851
- Майков, Пётр Михайлович

1852
- Гибер фон Грейфенфельс, Иван Иванович
- Жуковский, Григорий Иванович
- Мамонтов, Диодор Степанович

1853
- Грешищев, Пётр Никанорович

1854
- Герард, Николай Николаевич
- Мамонтов, Илья Степанович

1855
- Бредов, Роман Карлович

1857
- Крестовский, Всеволод Владимирович

1858
- Геннинг, Владимир Карлович
- Ламанский, Сергей Иванович

1859
- Лачинов, Дмитрий Александрович

1862
- Берс, Александр Александрович
- Гаттенбергер, Константин Константинович
- Ушаков, Николай Николаевич
- Щиглев, Владимир Романович

1863
- Бардовский, Пётр Васильевич
- Медер, Николай Богданович
- Неклюдов, Сергей Михайлович

1864
- Бардовский, Григорий Васильевич
- Онацевич, Михаил Люцианович
- Татищев, Алексей Никитич

1865
- Чеканский, Фёдор Павлович
- Якобсон, Александр Васильевич

1866
- Григорьев, Александр Васильевич
- Попов, Самсон Андреевич
- Семевский, Василий Иванович (золотая медаль)

1867
- Никитин, Александр Николаевич
- Штюрмер, Борис Владимирович
- Ризенкампф, Антон Егорович

1868
- Гизетти, Алексей Викторович
- Моллериус, Иван Петрович

1869
- Тимирязев, Василий Иванович

1870
- Коркунов, Николай Михайлович
- Неплюев, Николай Николаевич
- Опочинин, Николай Николаевич

1871
- Блинов, Николай Михайлович
- Вакуловский, Николай Николаевич

1872
- Гернгросс, Евгений Александрович
- Штиглиц, Александр Николаевич

1874
- Борисов, Евгений Васильевич

1875
- Голенищев, Владимир Семёнович
- Холодковский, Николай Александрович

1876
- Бевад, Иван Иванович
- Турнер, Генрих Иванович
- Хамонтов, Николай Николаевич

1877
- Веймарн, Павел Платонович
- Тихомиров, Николай

1878
- Гернгрос, Алексей Александрович

1879
- Бржеский, Николай Корнилович

## Архивные фотоматериалы
- Фотобанк Лори. Первая гимназия на Ивановской улице в Санкт-Петербурге. Россия. Старая почтовая открытка
- «Урок гимнастики в актовом зале 1-й петербургской мужской гимназии» и «Сцена из спектакля, поставленного в 1-й петербургской мужской гимназии». 1913. ЦГАКФФД СПб. Архивная копия от 8 февраля 2021 на Wayback Machine